# Mels (Name)
Mels ist ein männlicher Vorname. Es wurde von der Sowjetregierung als Akronym für die wichtigsten Woschden des sowjetischen Volkes geschaffen:
Мэлс (Маркс, Энгельс, Ленин и Сталин),

Mels (Marx, Engels, Lenin und Stalin).

## Bedeutende Namensträger
- Mels An (* 1949), sowjetischer Sambo-Ringer, verdienter Trainer Usbekistans (1982) und Vizepräsident des Judo-Verbandes Usbekistans
- Mels Bekbojev (* 1952), kirgisischer Militärkommandant
- Mels Dabajew, sowjetischer und russischer Bogenschütze
- Mels Jeleussisow (* 1950), kasachische Persönlichkeit des öffentlichen Lebens und Ökologe, 2005 und 2011 Präsidentschaftskandidat
- Mels Kosimbajew (* 1970), kasachischer Dichter
- Mels Safin, sowjetischer und kasachischer Architekt
- Mels Sambujew (1940–1981), burjatischer Dichter in der Sowjetunion
- Mels Turtschanow (1940–2004), russischer Arzt und öffentlicher Aktivist

## Fiktive Charaktere in der Popkultur
- Mels ist die Hauptfigur im russischen Film Stilyagi (2008)